# Куп Северне Македоније у фудбалу
Куп Северне Македоније у фудбалу је национални фудбалски куп Северне Македоније који се одржава у организацији Фудбалске федерације Северне Македоније од сезоне 1992/93. 

## Формат
У завршном делу талмичења за Куп Македоније учествују 32 екипе и то:
12 клубова Прве лиге Северне Македоније у тој такмичарској сезони,
12 клубова Друге лиге Северне Македоније у тој такмичарској сезони и
8 клубова (треће лиге) финалиста регионалних купова у тој такмическој сезони.
Утакмице шеснаестине финала играју се по једноструком Куп систему.(једна утакмица)
Утакмице осмине финала, четвртфинала и полуфинала играју се по двеструком Куп систему (две утакмице).
Финална утакмица се игра по једноструком Куп систему на Националној арени „Тоше Проески“ у Скопљу.
У случају нерешеног резултата код утакмица које се играју по једноструком Куп систему у шеснаестини финала, одмах се изводе једанаестерци, а код финалне утакмице прво се играју два породужетка по 15 минута, па ако резултат и после тога остане нерешен изводе се једанаестерци.
Победник на утакмицма осмине финала, четвртфинала и полуфинала је екипа која је на обе утакмице дала више голова. Ако су екипе постигле исти број голова победник је екипа која је дала више голова у гостима У случају да је на обе утакмице постигнут истоветан резултат, победник се добија извођењем једанаестераца.
Освајач Купа се пласира у орво коло квалификација за УЕФА лигу Европе.

## Финала Купа Македоније
| Сезона   | Датум         | Победник                   | Резултат                 | Финалист                   | Стадион                     |
| -------- | ------------- | -------------------------- | ------------------------ | -------------------------- | --------------------------- |
| 1992/93. | 23. мај 1993. | Вардар, Скопље             | 1 : 0                    | Пелистер, Битољ            | Градски стадион, Скопље     |
| 1993/94. | 25. мај 1994. | Силекс, Кратово            | 1 : 1 (прод. 4:2 пенали) | Пелистер, Битољ            | Градски стадион, Скопље     |
| 1994/95. | 25. мај 1995. | Вардар, Скопље             | 2 : 1                    | Силекс, Кратово            | Градски стадион, Скопље     |
| 1995/96. | 23. мај 1996. | Слога Југомагнат, Скопље   | 0 : 0 (прод, 5:3 пенали) | Вардар, Скопље             | Градски стадион, Скопље     |
| 1996/97. | 28. мај 1997. | Силекс, Кратово            | 4 : 1                    | Слога Југомагнат, Скопље   | Градски стадион, Кавадарци  |
| 1997/98. | 24. мај 1998. | Вардар, Скопље             | 2 : 0                    | Слога Југомагнат, Скопље   | Градски стадион, Скопље     |
| 1998/99. | 22. мај 1999. | Вардар, Скопље             | 2 : 0                    | Слога Југомагнат, Скопље   | Градски стадион, Скопље     |
| 1999/00. | 20. мај 2000. | Слога Југомагнат, Скопље   | 6 : 0                    | Победа, Прилеп             | Стадион Гоце Делчев, Прилеп |
| 2000/01. | 24. мај 2001. | Пелистер, Битољ            | 2 : 1                    | Слога Југомагнат, Скопље   | Градски стадион, Скопље     |
| 2001/02. | 23. мај 2002. | Победа, Прилеп             | 3 : 1                    | Цементарница 55, Скопље    | Градски стадион, Скопље     |
| 2002/03. | 28. мај 2003. | Цементарница 55, Скопље    | 4 : 4 (прод. 3:2 пенали) | Слога Југомагнат, Скопље   | Градски стадион, Скопље     |
| 2003/04. | 23. мај 2004. | Слога Југомагнат, Скопље   | 1 : 0                    | Напредок, Кичево           | Градски стадион, Скопље     |
| 2004/05. | 24. мај 2005. | Башкими Куманово           | 2 : 1                    | Маџари солидарност, Скопље | Градски стадион, Скопље     |
| 2005/06. | 24. мај 2006. | Македонија ЂП, Скопље      | 3 : 2                    | Шкендија 79 Тетово         | Градски стадион, Скопље     |
| 2006/07. | 24. мај 2007. | Вардар, Скопље             | 2 : 1                    | Победа, Прилеп             | Градски стадион, Скопље     |
| 2007/08. | 24. мај 2008. | Работнички Кометал, Скопље | 2 : 0                    | Милано Куманово            | Градски стадион, Скопље     |
| 2008/09. | 25. мај 2009. | Работнички, Скопље         | 1 : 1 (прод. 6:5 пенали) | Македонија ЂП, Скопље      | Градски стадион, Скопље     |
| 2009/10. | 26. мај 2010. | Тетекс, Тетово             | 3 : 2                    | Работнички, Скопље         | Градски стадион, Скопље     |
| 2010/11. | 24. мај 2011. | Металург, Скопље           | 3 : 2                    | Тетекс, Тетово             | Стадион Гоце Делчев, Прилеп |
| 2011/12. | 2. мај 2012.  | Ренова, Џепчиште           | 3 : 1                    | Работнички, Скопље         | Градски стадион, Штип       |
| 2012/13. | 26. мај 2013. | Тетекс, Тетово             | 1 : 1 (прод. 6:5 пенали) | Шкендија, Тетово           | Градски стадион, Скопље     |
| 2013/14. | 7. мај 2014.  | Работнички, Скопље         | 2 : 0                    | Металург, Скопље           | Градски стадион, Скопље     |
| 2014/15. | 20. мај 2015. | Работнички, Скопље         | 2 : 1                    | Тетекс, Тетово             | Градски стадион, Скопље     |
| 2015/16. | 16. мај 2016. | Шкендија 79, Тетово        | 2 : 0                    | Работнички, Скопље         | Градски стадион, Скопље     |
| 2016/17. | 17. мај 2017. | Пелистер, Битољ            | 0 : 0 (прод. 4:3 пенали) | Шкендија, Тетово           | Стадион Младост, Струмица   |

## Освајачи купа
| Клуб                    | Победник | Сезона                       |
| ----------------------- | -------- | ---------------------------- |
| Вардар                  | 5        | 1993, 1995, 1998, 1999, 2007 |
| Работнички              | 4        | 2008, 2009, 2014, 2015       |
| Слога Југомагнат        | 3        | 1996, 2000, 2004             |
| Силекс                  | 2        | 1994, 1997                   |
| Тетекс                  | 2        | 2010, 2013                   |
| Пелистер                | 2        | 2001, 2017                   |
| Победа                  | 1        | 2002                         |
| Цементарница 55         | 1        | 2003                         |
| Башкими                 | 1        | 2005                         |
| Македонија Ђорче Петров | 1        | 2006                         |
| Металург Скопље         | 1        | 2011                         |
| Ренова                  | 1        | 2012                         |
| Шкендија 79             | 1        | 2016                         |